# Melese
Melese is een geslacht van vlinders van de familie spinneruilen (Erebidae).

## Soorten
- M. albogrisea Rothschild, 1909
- M. amastris Druce, 1884
- M. aprepia Dognin, 1908
- M. asana Druce, 1884
- M. babosa Dognin, 1894
- M. binotata Walker, 1856
- M. castrena Schaus, 1905
- M. columbiana Rothschild, 1909
- M. costimacula Joicey & Talbot, 1916
- M. chiriquensis Schaus, 1905
- M. chozeba Druce, 1884
- M. dorothea Stoll, 1782
- M. drucei Rothschild, 1909
- M. endopyra Hampson, 1901
- M. erythrastis Dognin, 1907
- M. flavescens Joicey & Talbot, 1918
- M. flavimaculata Dognin, 1899
- M. hampsoni Rothschild, 1909
- M. hebetis Rothschild, 1909
- M. incertus Walker, 1855
- M. inconspicua Rothschild, 1909
- M. innocua Dognin, 1911
- M. intensa Rothschild, 1910
- M. klagesi Rothschild, 1909
- M. laodamia Druce, 1884
- M. lateritius Möschler, 1878
- M. leucanioides Herrich-Schäffer, 1856

- M. monima Schaus, 1910
- M. nebulosa Joicey, 1916
- M. niger de Toulgoët, 1983
- M. nigromaculata Rothschild, 1909
- M. ocellata Hampson, 1901
- M. paranensis Dognin, 1911
- M. peruviana Rothschild, 1909
- M. postica Walker, 1854
- M. pumila Dognin, 1908
- M. punctata Rothschild, 1909
- M. pusilla Rothschild, 1909
- M. quadrina Schaus, 1910
- M. quadripunctata Rothschild, 1909
- M. rubricata Dognin, 1910
- M. russata Edwards, 1884
- M. signata Joicey & Talbot, 1916
- M. sixola Schaus, 1910
- M. sordida Rothschild, 1909
- M. sotrema Schaus, 1920
- M. underwoodi Rothschild, 1917